# Tegastes knoepffleri
Tegastes knoepffleri is een eenoogkreeftjessoort uit de familie van de Tegastidae. De wetenschappelijke naam van de soort is voor het eerst geldig gepubliceerd in 1967 door Médioni & Soyer.